# Pennisetia hylaeiformis
Espèce
Pennisetia hylaeiformis, la Sésie du Framboisier, est une espèce de lépidoptères (papillons) de la famille des Sesiidae (papillon de nuit), de la sous-famille des Tinthiinae, du genre Pennisetia.
Découverte en Grande-Bretagne, par Jim Reid en 1801, dans les tiges de son framboisier, d'où son surnom de Sésie du framboisier.

## Cycle de vie
Les oeufs sont petits et pondus en grappe et pondus sur l'écorce des plantes hôtes.
Les larves, ressemblant à des vers, se nourrissent de Bois de saule (salix), de bois de peuplier (populus), de bois de tremble (populus tremula), de bois de peuplier noir (populus nigra) et de bois de saule fragile (salix fragilis). Elles muent pour changer de taille. Elles font pour cela des trous de forage dans les écorces. Une trop grande présence peut affecter le rendement des plantes.
Par la suite, les larves forment une chrysalide. Elle reste immobile et ses organes internes se réorganisent.

## Description

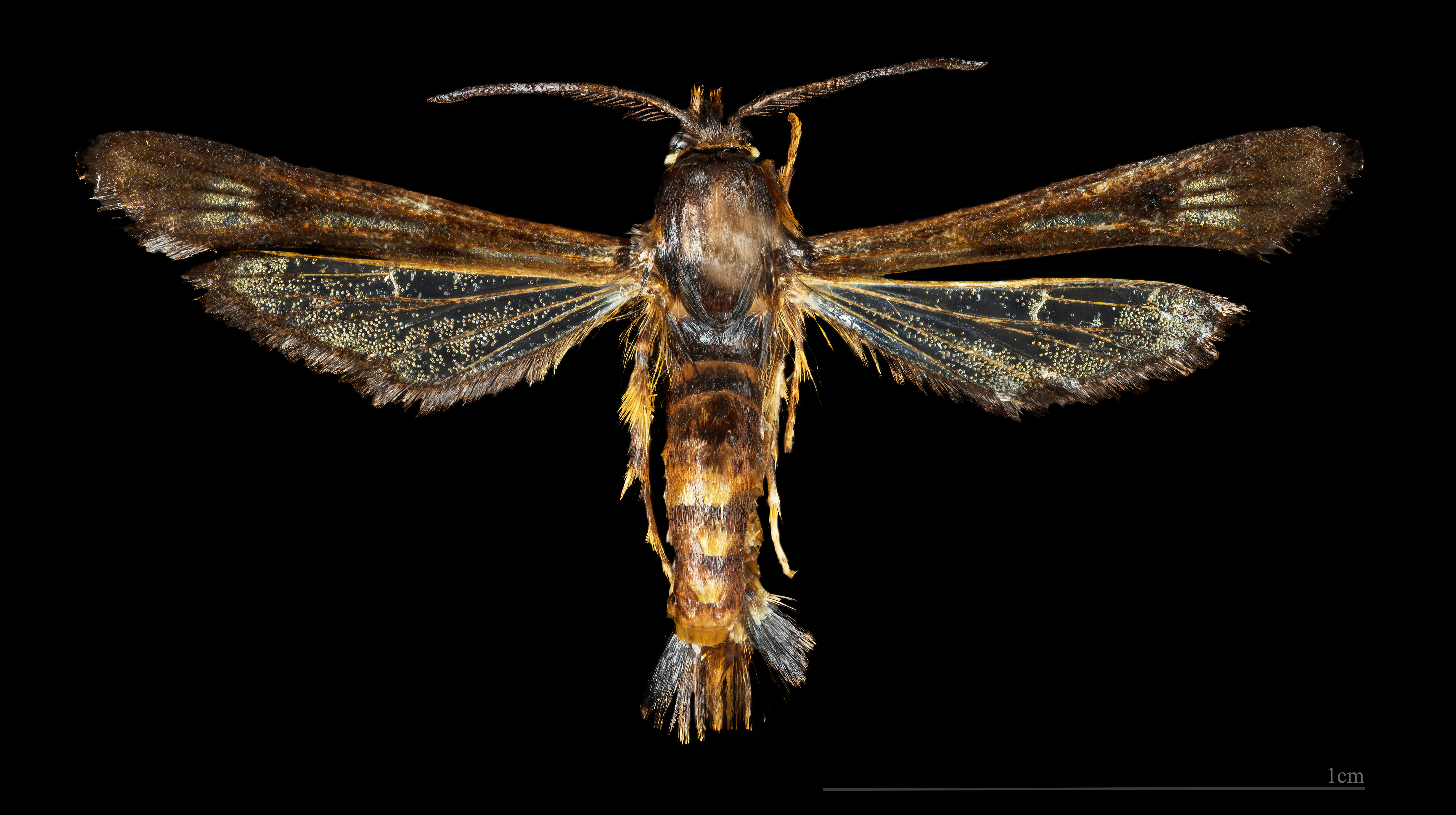
Avers du male MHNT
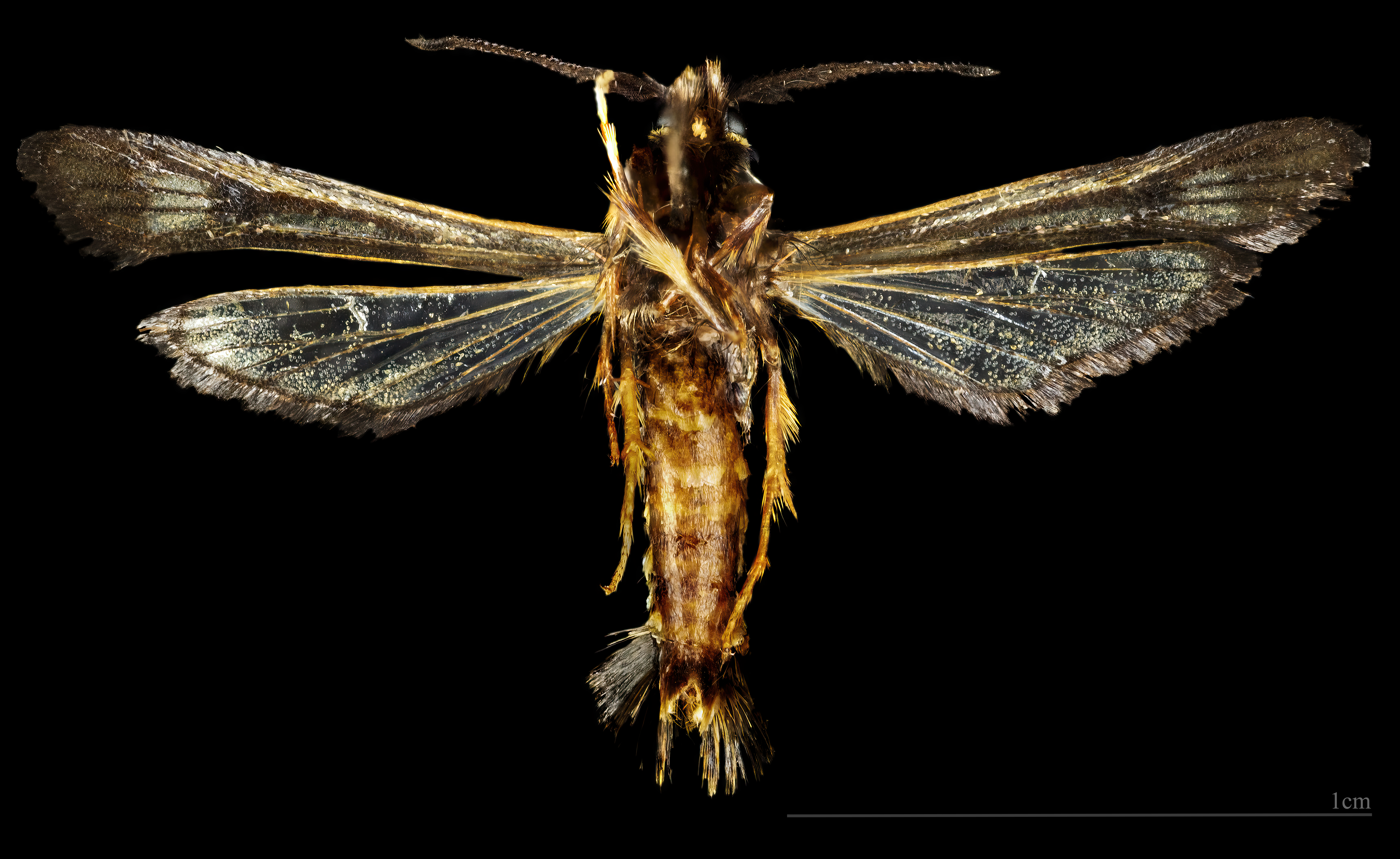
Revers du male

Les adultes ont des taches claires sur les ailes, ce qui les fait ressembler aux hyménoptères. C'est une stratégie de défense face aux prédateurs qui sont les piverts, les rongeurs et les guêpes parasitoïdes.

## Distribution
En France, l'espèce est présente principalement dans l'Est de la France et un peu dans le Nord et observables en juillet.
En Europe, l'espèce est assez présente mais, ne parcourant que de faibles distances, il est probable qu'il ait été importé à partir de framboisiers britanniques.